# The Last Boy Scout
The Last Boy Scout er en action-thrillerfilm fra 1991 med Bruce Willis som en tidligere Secret Service-agent, der nu arbejder som privatdetektiv og hjælper en pensioneret professionel amerikansk fodboldspiller (Damon Wayans) med at opklare mordet på fodboldspillerens kæreste. Filmen er instrueret af Tony Scott. 

## Handling
Den tidligere secret service agent Joe Hallenbeck (Willis), kommer ind i en sag om korruption, og bliver hurtigt, mod sin vilje allieret med den tilligere football stjerne Jimmy Dix (Wayans), der ligesom Hallenbeck har fået ødelagt sin tidligere karriere af bagmændene. 
Herefter kæmper de sig frem mod at løse korruptionen, med både politiet og bagmændene i hælene.

## Rollebesætnig
- Bruce Willis – Joe Hallenbeck
- Damon Wayans – Jimmy Dix
- Halle Berry – Cory
- Chelsea Field – Sarah Hallenbeck
- Danielle Harris – Darian Hallenbeck
- Bruce McGill – Mike Matthews
- Noble Willingham – Shelly Marcone
- Taylor Negron – Milo
- Chelcie Ross – Senator Calvin Baynard
- Billy Blanks – Billy Cole